# Північний Саскачеван (річка)
Норт-Саскачеван, або  Північний Саскачеван  (англ. North Saskatchewan River, фр. Rivière Saskatchewan Nord) — річка в Канаді, що бере свій початок від саскачеванського льодовика в Альберті й тече через провінції Альберта та Саскачеван до річки Саскачеван.
Від греблі Біґ-горн Норт-Саскачеван тече до міста Рокі-Маунтін-Гаус, відтак напівніч і схід до міст Едмонтонy Форт-Саскачеван. У Саскачевані річка протікає через міста Норт-Бетлфорд і Принс-Альберт та вливається у річку Саскачеван.
У 1989 році річку Норт-Саскачеван занесено до списку охоронюваних річок Канади.
На річці розташоване велике водосховище - Ейбрахам. 